# Боровинићи (Фоча-Устиколина)
Боровинићи је насељено мјесто у општини Фоча, Федерација Босне и Херцеговине, Босна и Херцеговина.

## Становништво
|             | 2013.      | 1991.        | 1981.        | 1971.        |
| Укупно      | 0 (0,000%) | 56 (100,0%)  | 84 (100,0%)  | 104 (100,0%) |
| Бошњаци     | –          | 51 (91,07%)1 | 67 (79,76%)1 | 90 (86,54%)1 |
| Срби        | –          | 5 (8,929%)   | 14 (16,67%)  | 13 (12,50%)  |
| Југословени | –          | –            | 2 (2,381%)   | –            |
| Хрвати      | –          | –            | 1 (1,190%)   | –            |
| Црногорци   | –          | –            | –            | 1 (0,962%)   |

1. 1 На пописима од 1971. до 1991. Бошњаци су пописивани углавном као Муслимани.